# Saropogon hulli
Saropogon hulli är en tvåvingeart som beskrevs av Joseph och Parui 1981. Saropogon hulli ingår i släktet Saropogon och familjen rovflugor. Inga underarter finns listade i Catalogue of Life.